# Teixeira (Seia)
Teixeira é uma povoação portuguesa sede da Freguesia de Teixeira do Município de Seia, freguesia com 12,88 km² de área e 144 habitantes (censo de 2021), tendo, por isso, uma densidade populacional de 11,2 hab./km².
A freguesia é constituída pelas povoações de Teixeira (atual sede - conhecida também como a Teixeira de Cima) e Teixeira de Baixo.

## História
O topónimo Teixeira deriva de “Teixe”, que significa peça ou brinco de ouro. Crê-se que a formação de duas Teixeira, a de Cima e a de Baixo, foi o resultado de uma briga entre 2 pastores.
Recebeu foral em 1514, de D. Manuel I. Pertenceu ao Concelho de Alvoco da Serra até 1836, transitando para o Concelho de Loriga até 1855, data em que passou a pertencer a Seia.
No Diário de Governo n 139 de 14 de junho de 1888 é publicado um Decreto da mesma data, que extingue a freguesia e agrega-a à freguesia de Vide. O Decreto-lei 27.424 de 31 de dezembro de 1936, que aprovou o novo código administrativo, confirma a incorporação desta freguesia a Vide, até à publicação no Diário do Governo n.º 120/1946, Série I de 1946-06-01 do Decreto-lei nº 35.680 que novamente a eleva à categoria de freguesia autónoma.
Pertence à rede de Aldeias de Montanha.

## Demografia
Nota: Nos anos de 1864 a 1900 figura como freguesia autónoma. Nos anos de 1911 a 1930 esteve anexada à freguesia de Vide. Pelo decreto-lei nº 35680, de 01/06/1946, foi restaurada, sendo ainda incluídas nesta freguesia as povoações de Teixeira de Baixo e Canedo, que pertenciam à freguesia de Vide.
A população registada nos censos foi:
| Distribuição da População por Grupos Etários | Distribuição da População por Grupos Etários | Distribuição da População por Grupos Etários | Distribuição da População por Grupos Etários | Distribuição da População por Grupos Etários |
| -------------------------------------------- | -------------------------------------------- | -------------------------------------------- | -------------------------------------------- | -------------------------------------------- |
| Ano                                          | 0-14 Anos                                    | 15-24 Anos                                   | 25-64 Anos                                   | > 65 Anos                                    |
| 2001                                         | 32                                           | 16                                           | 110                                          | 74                                           |
| 2011                                         | 10                                           | 19                                           | 69                                           | 89                                           |
| 2021                                         | 6                                            | 4                                            | 58                                           | 76                                           |

## Património
- Igreja de Nossa Senhora da Conceição (matriz)
- Forno comunitário
- Moinhos de água
- Cabeço do Bule